# Daniel Noboa
Daniel Roy Gilchrist Noboa Azín (n. 30 noiembrie 1987, Miami, Florida, SUA) este un politician și om de afaceri ecuadorian care ocupă funcția de președinte al Ecuadorului din 2023. Fiind ales pentru prima dată la vârsta de 35 de ani, este al doilea cel mai tânăr președinte din istoria țării, după Juan José Flores, și cel mai tânăr președinte ales vreodată.
Noboa a fost membru al Adunării Naționale a Ecuadorului între 2021 și 2023, când aceasta a fost dizolvată în urma mecanismului constituțional muerte cruzada invocat de președintele Guillermo Lasso. Înainte de a-și începe cariera politică, Noboa a ocupat mai multe funcții în cadrul Noboa Corporation, o companie de export înființată de tatăl său, Álvaro Noboa⁠(d), un miliardar care a candidat fără succes de cinci ori la președinția Ecuadorului. El este larg perceput drept moștenitorul companiei și al averii tatălui său.
În mai 2023, Noboa și-a anunțat candidatura la alegerile anticipate prezidențiale din 2023, candidând din partea formațiunii Acțiunea Democratică Națională. A ajuns în turul al doilea în octombrie, unde s-a confruntat cu Luisa González, rezultat interpretat de mulți ca o surpriză, având în vedere scorurile sale scăzute în sondajele de dinaintea alegerilor. Noboa a câștigat turul doi cu aproape 52% din voturi, învingând-o pe González pe 15 octombrie 2023. A fost reales pentru un mandat complet de patru ani în turul al doilea al alegerilor prezidențiale din 2025, învingând-o din nou pe González, cu o marjă îmbunătățită.

## Biografie
Daniel Roy Gilchrist Noboa Azín s-a născut la Miami, Florida, Statele Unite, la 30 noiembrie 1987, și a fost crescut în Guayaquil. Este fiul omului de afaceri ecuadorian Álvaro Noboa⁠(d) și al medicului ecuadorian Annabella Azín. Noboa a absolvit New York University Stern School of Business în 2010, iar ulterior a obținut un Master în Administrarea Afacerilor de la Kellogg School of Management a Universității Northwestern din Evanston, Illinois. A studiat la Universitatea Harvard în 2020. În 2022, a obținut o diplomă de master în comunicare politică și guvernanță strategică de la Universitatea George Washington, sub îndrumarea profesorului Roberto Izurieta, actualul său secretar de presă.

## Carieră politică

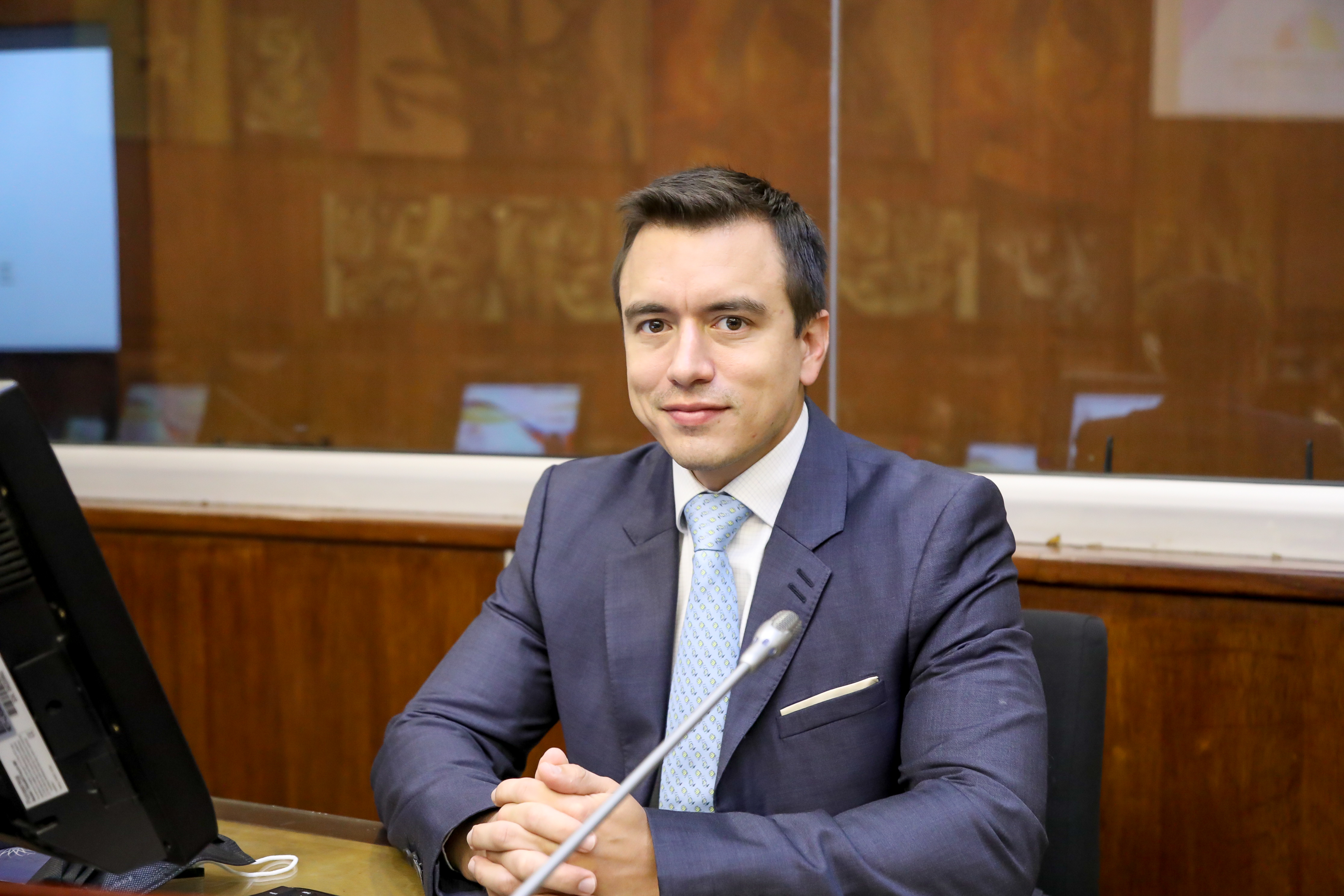
Noboa în 2022

### Adunarea Națională
Noboa a fost ales în Adunarea Națională în alegerile legislative din 2021, reprezentând provincia Santa Elena din partea mișcării politice United Ecuadorian. A fost învestit în funcție la 14 mai în același an. Tot în luna mai, a fost numit președinte al Comisiei pentru Dezvoltare Economică. Ideologia sa politică în cadrul Adunării Naționale a fost descrisă drept centristă și de centru-dreapta.
Noboa a fost absent în timpul procesului de demitere a președintelui Lasso, însă un împuternicit a votat în favoarea demiterii. În martie 2023, s-a declarat în favoarea aplicării mecanismului muerte cruzada, ca reacție la respingerea și arhivarea Legii Investițiilor propusă de guvernul lui Guillermo Lasso. La 17 mai 2023, Lasso a invocat muerte cruzada, dizolvând Adunarea Națională și punând capăt mandatului lui Noboa ca parlamentar.

### Campania prezidențială din 2023
În mai 2023, odată cu dizolvarea parlamentului pe fondul crizei politice, Daniel Noboa și-a anunțat candidatura la alegerile prezidențiale din același an din partea mișcării politice Acțiunea Democratică Națională (ADN), beneficiind și de sprijinul mișcărilor Oameni, Egalitate și Democrație (PID) și MOVER. Partenera sa de candidatură a fost femeia de afaceri Verónica Abad Rojas⁠(d). Campania sa s-a axat pe crearea de locuri de muncă, stimulente fiscale pentru noile întreprinderi și pedepse penale mai severe pentru evaziunea fiscală. De asemenea, a promis îmbunătățirea sistemului judiciar în contextul creșterii violenței din țară.
Campania sa a fost considerată tradițională, bazându-se pe fundația de asistență socială Grupo Noboa, înființată de părinții săi, precum și pe legăturile sale în calitate de președinte al Comisiei pentru Dezvoltare Economică.

Performanța lui Noboa în primul tur al alegerilor din 2023

#### Rezultatele din primul tur
În sondajele din iulie, Noboa era creditat cu 6,4% și 3,1% din intențiile de vot, iar la începutul lunii august cu 2,5% și 3,7%. Cu o săptămână înaintea alegerilor, un sondaj îl credita cu 3,3%.
Pe 20 august, Noboa a obținut 23,47% din voturile exprimate și a avansat în turul al doilea, programat pentru 15 octombrie, unde s-a confruntat cu Luisa González. Clasarea sa pe locul al doilea a fost considerată surprinzătoare, unii atribuindu-i succesul prestației din dezbateri. Noboa a mulțumit electoratului tânăr pentru sprijinul acordat în obținerea victoriei.

#### Turul al doilea și alegerea ca președinte
În turul al doilea, Noboa a fost ales președinte cu 55% din voturi. Ales la vârsta de 35 de ani, este cel mai tânăr președinte din istoria Ecuadorului, depășindu-l pe Jaime Roldós Aguilera, care fusese învestit la 38 de ani în 1979. După victoria sa, Noboa le-a mulțumit alegătorilor pentru că au crezut „într-un nou proiect politic, un proiect politic tânăr, un proiect politic improbabil”. El a promis „să readucă pacea în țară, să ofere din nou educație tinerilor și să creeze locuri de muncă pentru numeroșii cetățeni care le caută”.
Înainte de a prelua mandatul, Noboa a călătorit în Statele Unite și Europa în căutare de investitori și creditori care să ajute Ecuadorul în gestionarea crizei datoriei publice. În timpul vizitei sale la Washington, D.C., s-a întâlnit cu oficiali ai Băncii Mondiale, ai Fondului Monetar Internațional și ai Organizației Statelor Americane. La 17 octombrie, Noboa a vizitat Palatul Prezidențial pentru a se întâlni cu președintele în exercițiu, Guillermo Lasso.

## Președinția

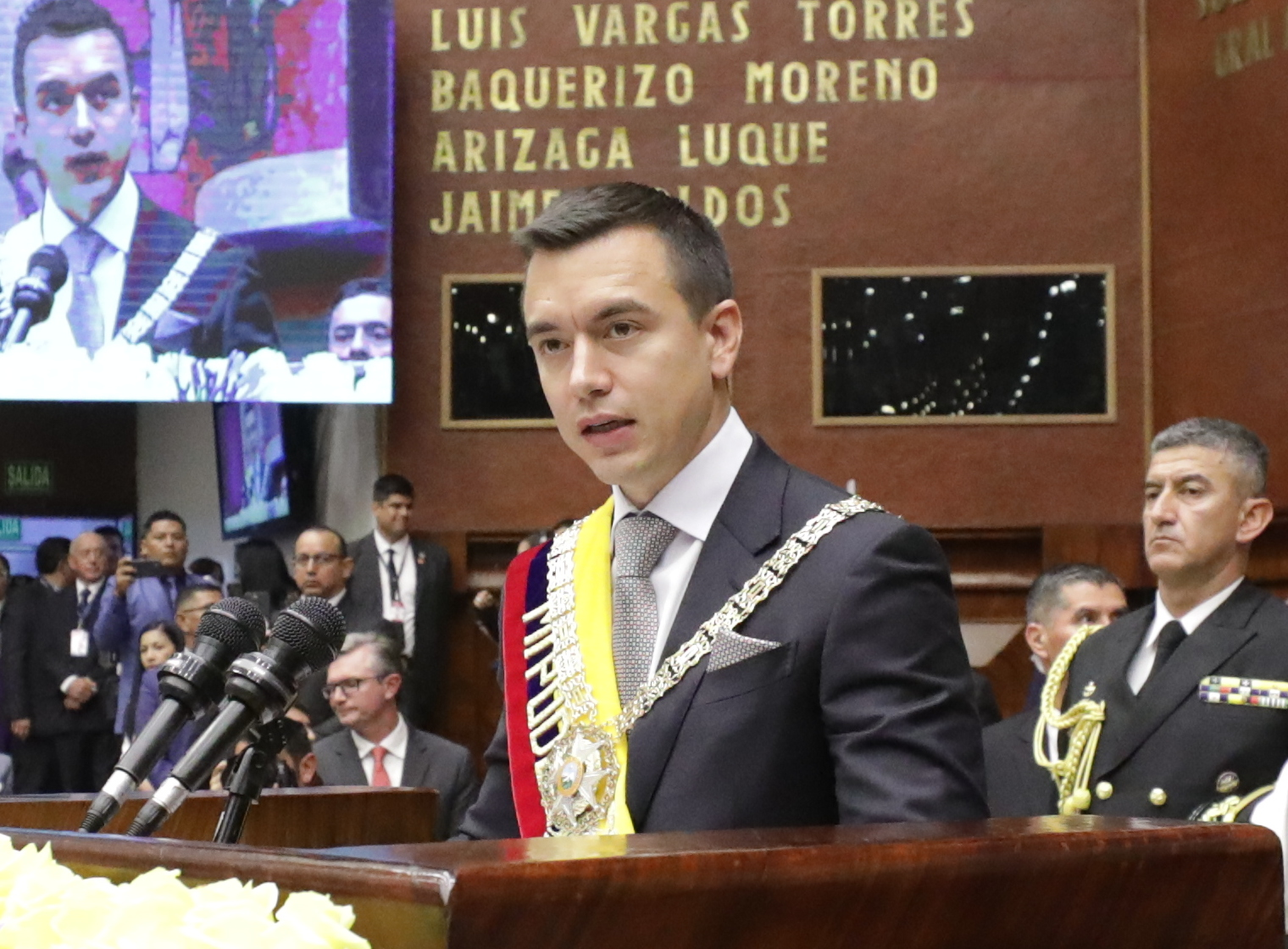
Noboa susținând discursul inaugural în 2023

Noboa a fost învestit în funcția de președinte pe 23 noiembrie 2023, devenind cea mai tânără persoană din istoria țării care a preluat această funcție în urma unui scrutin popular. Președintele Columbiei, Gustavo Petro, a fost singurul șef de stat străin prezent la ceremonia de învestire. Discursul său inaugural a durat șapte minute și a inclus critici la adresa „vechilor paradigme” din cadrul Adunării Naționale. Deoarece Noboa a fost ales în urma unui scrutin anticipat, la momentul învestirii sale mai avea doar 18 luni la dispoziție pentru a guverna și a încheia restul mandatului lui Lasso, până la următoarele alegeri programate în 2025.
La doar câteva ore după preluarea mandatului, Noboa a promis reforme pentru reducerea violenței și crearea de locuri de muncă în țară, deși nu numise încă un ministru de finanțe. Inițial, a anunțat că o va desemna pe economista Sariha Moya în această funcție, însă în cele din urmă i-a încredințat conducerea Secretariatului Național de Planificare. Mulți dintre membrii cabinetului său au fost învestiți pe 23 noiembrie 2023, printre care ministrul muncii Ivonne Núñez și Zaida Rovira, care a devenit ministru al incluziunii economice și sociale.

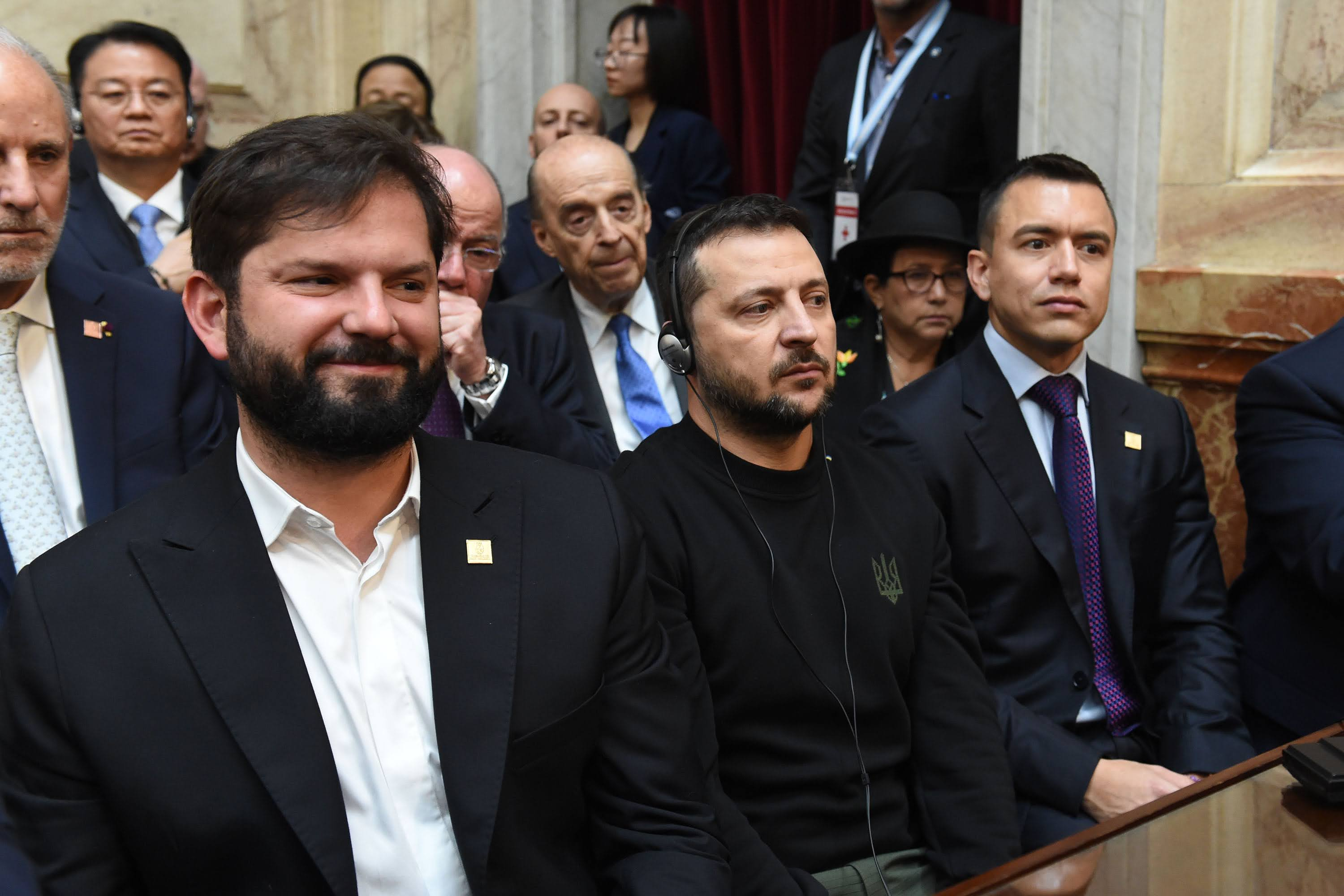
Noboa (dreapta), alături de Gabriel Boric și Volodîmîr Zelenski, la învestirea lui Javier Milei în decembrie 2023

La doar două zile după preluarea funcției, Noboa a cerut Ministerului de Interne să abroge Tabelul Consumului de Droguri, pe care l-a considerat un factor ce încurajează „micro-traficul”. În același timp, a dispus Ministerelor de Interne și al Sănătății să creeze programe pentru reducerea consumului de stupefiante și tratamentul consumatorilor de droguri.
Aflat în conflict cu vicepreședinta Verónica Abad Rojas⁠(d) chiar din primele zile ale mandatului, Noboa s-a distanțat de aceasta numind-o „colaboratoare pentru pace” între Israel și palestinieni — o misiune pe care trebuia să o îndeplinească din ambasada Ecuadorului din Tel Aviv. În același timp, el a anunțat reorganizarea vicepreședinției pentru a-i reduce atribuțiile. Abad Rojas l-a acuzat că „a trimis-o să moară în război”. De altfel, Noboa a trimis-o în Israel la doar câteva săptămâni după ce diplomații erau evacuați din cauza atacului Hamas asupra Israelului din 7 octombrie, iar nivelul de securitate era scăzut în regiune.
Într-un efort de a reduce supraaglomerarea din închisori, pe 15 decembrie, Noboa a propus deportarea a 1.500 de deținuți străini încarcerați în Ecuador. De asemenea, a afirmat că ia în calcul construirea a două închisori de maximă securitate, inspirându-se din modelul El Salvadorului. În aceeași zi, Noboa a anunțat că va încerca să reducă cheltuielile guvernamentale cu 1 miliard de dolari și să crească veniturile prin valorificarea rezervelor de aur în valoare de aproximativ 300 de milioane de dolari.
Pe 9 decembrie, Noboa a susținut un discurs în fața Consiliului de Securitate al ONU, subliniind că activitățile bandelor criminale și securitatea națională sunt priorități majore. Pe 10 decembrie 2023, Noboa a participat la ceremonia de învestire a președintelui argentinian Javier Milei. Cu această ocazie, s-a întâlnit și cu președintele ucrainean Volodîmîr Zelenski, care l-a felicitat pentru poziția sa față de invazia Rusiei. Cei doi au discutat despre extinderea relațiilor bilaterale, în special în domeniile securității și comerțului. Zelenski l-a invitat, de asemenea, pe Noboa să viziteze Ucraina.

### Conflictul cu vicepreședinta în exercițiu Verónica Abad Rojas
La învestirea lor din noiembrie 2023, atât Noboa, cât și Abad Rojas s-au distanțat reciproc, iar aceasta din urmă a lansat atacuri personale la adresa președintelui. Ea nu a apărut în fotografia oficială a cabinetului și a fost ulterior numită ambasadoare în Israel. La scurt timp, i s-a ordonat să se mute la Istanbul în termen de trei zile. Abad Rojas a calificat aceste decizii drept un „exil forțat”.
În iunie 2024, Abad Rojas a supraviețuit unei tentative de demitere inițiate de guvernul Noboa din cauza unor chestiuni juridice. În noiembrie 2024, Ministerul Muncii a suspendat-o din funcția de vicepreședinte pentru o perioadă de 150 de zile. Noboa a desemnat-o pe Sariha Moya, secretară națională de planificare, ca vicepreședintă interimară. Suspendarea lui Abad Rojas a fost ridicată de un judecător în decembrie 2024, acesta ordonând totodată Ministerului Muncii să îi prezinte scuze oficiale pentru decizie.
La 30 martie 2025, Noboa a stârnit controverse ignorând Curtea Constituțională și numind-o prin decret pe Cynthia Gellibert în funcția de vicepreședinte, suspendând-o din nou pe Abad Rojas. Aceasta a fost deposedată de drepturile politice pentru doi ani de către Tribunalul Electoral al țării, într-o decizie cu scorul de 3–2, în urma unei contraplângeri de violență politică de gen depuse de ministra de externe Gabriela Sommerfeld⁠(d), ca răspuns la o plângere inițială formulată de Abad Rojas împotriva lui Noboa și altor oficiali pentru presupusă hărțuire. Analiștii au apreciat că Noboa s-a concentrat pe stabilitatea instituțională și pe o conducere care să împărtășească viziunea sa de guvernare, ceea ce a întărit strategia sa politică în contextul alegerilor.

### Starea de urgență
La 7 ianuarie 2024, liderul bandei Los Choneros, José Adolfo Macías Villamar, a evadat din închisoarea din orașul Guayaquil, chiar în ziua în care era programat să fie transferat într-un penitenciar de maximă securitate. Evenimentul a fost raportat de autorități în ziua următoare, fiind formulate acuzații împotriva a doi gardieni de penitenciar. În urma evadării, președintele Noboa a declarat stare de urgență pentru o perioadă de 60 de zile, oferind autorităților posibilitatea de a suspenda drepturile cetățenilor și permițând mobilizarea armatei în interiorul închisorilor. Au izbucnit revolte în mai multe penitenciare din Ecuador.
Două zile mai târziu, au avut loc atacuri armate în masă în întreaga țară, inclusiv un asalt asupra unei stații de televiziune în timpul unei transmisiuni în direct. Opoziția de stânga a sprijinit guvernul, declarând: „Acum este momentul unității naționale. Crima organizată a declarat război statului, iar statul trebuie să prevaleze”. Unii analiști l-au criticat pe Noboa pentru faptul că a oferit un răspuns exclusiv axat pe securitate în fața criminalității, fără să anunțe reforme posibile în cadrul poliției și justiției — instituții reputate ca fiind profund corupte — sau politici sociale pentru combaterea cauzelor profunde ale violenței.
În contextul conflictului, au fost denunțate o serie de încălcări ale drepturilor omului. Lipsa de reglementare și modul de implementare a măsurilor de securitate au dus la acuzații de abuzuri din partea organizațiilor societății civile locale și internaționale, precum Alianza por los Derechos Humanos de Ecuador și Human Rights Watch.
La mijlocul anului 2024, Comitetul ONU împotriva Torturii și-a exprimat îngrijorarea cu privire la gestionarea crizei și tratamentul aplicat de forțele de securitate ecuadoriene deținuților.
În 2025, Comitetul Permanent pentru Apărarea Drepturilor Omului din Ecuador a publicat un raport privind posibile cazuri de dispariție forțată a 27 de persoane, victime ale forțelor statului.
Cazul PROGEN a declanșat, de asemenea, un scandal în Ecuador, din cauza unui contract de 149 de milioane de dolari semnat de guvern pentru achiziția de generatoare termice. În plină criză energetică, întârzierile și lipsa de transparență în proces au agravat situația, lăsând țara fără cei 150 de megawați promiși.

### Atacul asupra ambasadei Mexicului

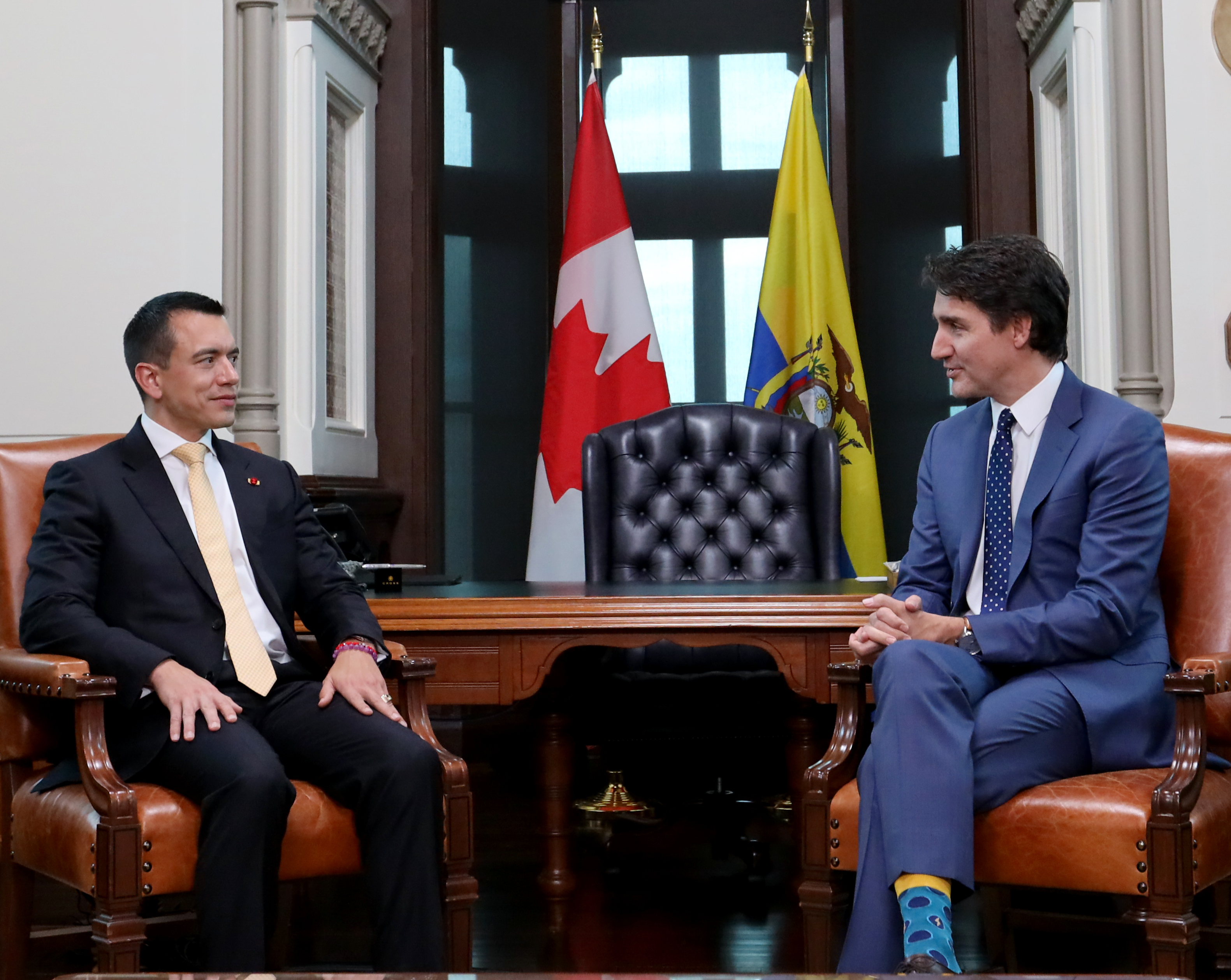
Întâlnirea dintre Noboa și premierul canadian Justin Trudeau în martie 2024

La 5 aprilie 2024, ambasada Mexicului din Quito a fost atacată de forțele de poliție și militare ecuadoriene. Mexicul și numeroase alte țări au condamnat acest raid, calificându-l drept o încălcare a Convenției de la Viena din 1961 privind relațiile diplomatice și a Convenției de la Caracas din 1954 privind azilul diplomatic. Operațiunea a avut ca scop arestarea fostului vicepreședinte al Ecuadorului, Jorge Glas⁠(d), condamnat pentru fapte de corupție și care locuia în incinta ambasadei din 17 decembrie 2023. Cu doar câteva ore înainte de intervenție, lui Glas i se acordase azil politic.
Ca răspuns, președintele Noboa a declarat că a luat „decizii excepționale pentru a proteja securitatea națională, statul de drept și demnitatea unei populații care respinge orice formă de impunitate pentru criminali, corupți sau narco-teroriști” și că „nu va permite ca persoane condamnate pentru crime foarte grave să primească azil”, argumentând că astfel de acțiuni contravin Convenției de la Viena și altor acorduri internaționale. Ulterior, Noboa a afirmat că dorește să rezolve problema diplomatică cu Mexicul, dar a adăugat că „justiția nu se negociază” și că „nu vom proteja niciodată criminali care au făcut rău mexicanilor”.

### Campania prezidențială din 2025
În mai 2024, Daniel Noboa s-a înscris oficial pentru a candida la realegere în alegerile generale din 2025. În august 2024, el a numit-o pe María José Pinto González Artigas drept candidată la funcția de vicepreședinte.
În februarie 2025, Noboa a avansat în turul al doilea, confruntându-se din nou cu Luisa González, într-o revanșă a alegerilor anterioareRios, Michael; Szekeres, Edward (10 februarie 2025). „Ecuador heads to run-off election between incumbent and leftist candidate (Ecuador se îndreaptă spre turul al doilea al alegerilor între președintele în funcție și candidata de stânga.)” (în engleză). CNN. Accesat în 1 iunie 2025.. În primul tur, Noboa a obținut 44,17% din voturi, iar González 43,97%. În aprilie 2025, Noboa a fost reales în turul al doilea cu 55% din voturi, învingând-o pe González cu o marjă considerabilă. Rezultatul a fost o victorie decisivă pentru Noboa, care a depășit așteptările din sondajele preelectorale, campania sa fiind remarcabilă prin accentul pus pe atragerea electoratului tânăr. A fost învestit pentru al doilea mandat la 24 mai 2025.
În martie 2025, Noboa a declarat că își dorește ca armatele americană, europeană și braziliană să se alăture luptei sale împotriva bandelor criminale. El a adăugat că ar dori ca fostul președinte Donald Trump să desemneze bandele ecuadoriene drept organizații teroriste, așa cum a făcut cu unele carteluri mexicane și venezuelene. Ulterior, a început să pregătească terenul pentru sosirea forțelor americane. S-a întâlnit cu Trump pe 30 martie 2025, iar acesta a fost de acord să ofere ajutor.

## Poziții politice

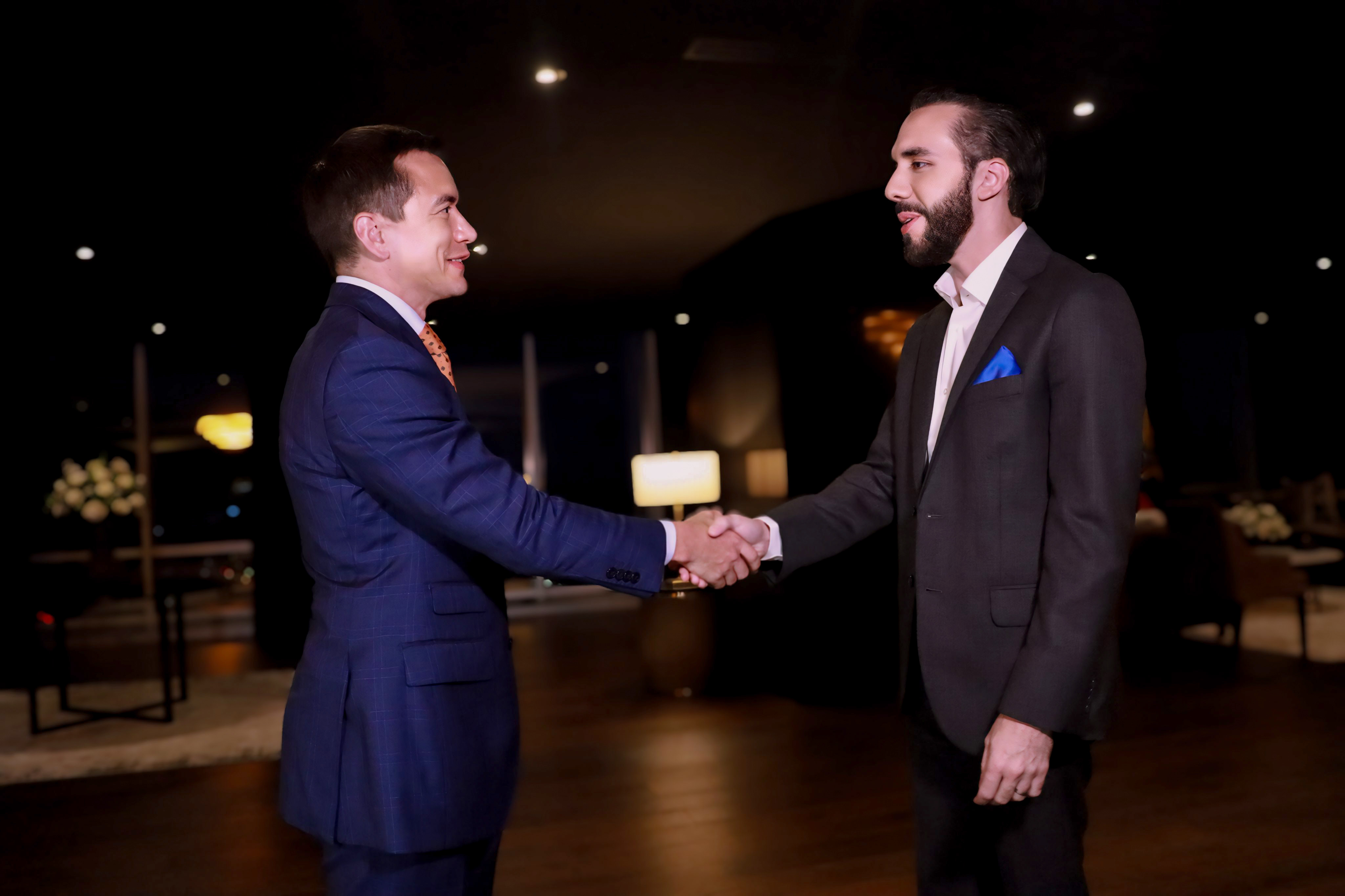
Noboa a declarat că s-a inspirat din politica președintelui Nayib Bukele din El Salvador în ceea ce privește combaterea criminalității.

Noboa a fost considerat un liberal economic, un liberal social pro-business, dar a respins identificarea cu stânga sau dreapta spectrului politic, descriindu-și în linii mari orientarea politică drept de centru-stânga. Potrivit lui Constantin Groll, șeful biroului din Ecuador al Friedrich-Ebert-Stiftung, Noboa poate fi clasificat drept de dreapta datorită pozițiilor sale pro-business și conservatoare. The Guardian l-a descris, de asemenea, ca fiind de dreapta, în timp ce BBC l-a descris ca fiind de centru-dreapta. Într-un interviu pentru Diario Expreso, întrebat despre unele critici privind lipsa unei viziuni politice bine definite, Noboa l-a menționat pe tatăl său, Álvaro Noboa, afirmând că acesta a candidat pentru partide de stânga, socialiste și indigene împotriva dreptei. „Care este ideologia mea? Centru, centru-stânga”, a spus Daniel Noboa.
Noboa susține drepturile persoanelor LGBTQ și a denunțat discriminarea. În primul său program de guvernare, a propus îmbunătățirea accesului la terapie hormonală de afirmare a genului și psihoterapie pentru persoanele trans.
În al doilea său program de guvernare, intenționează să extindă serviciile de sănătate sexuală și reproductivă cuprinzătoare, inclusiv accesul sigur la avort, îngrijirea prenatală și educația sexuală. De asemenea, a propus programe pentru prevenirea discriminării împotriva femeilor și a grupurilor LGBTQ+, inclusiv programe educaționale pentru relații sănătoase și egalitate de gen.

## Viață personală

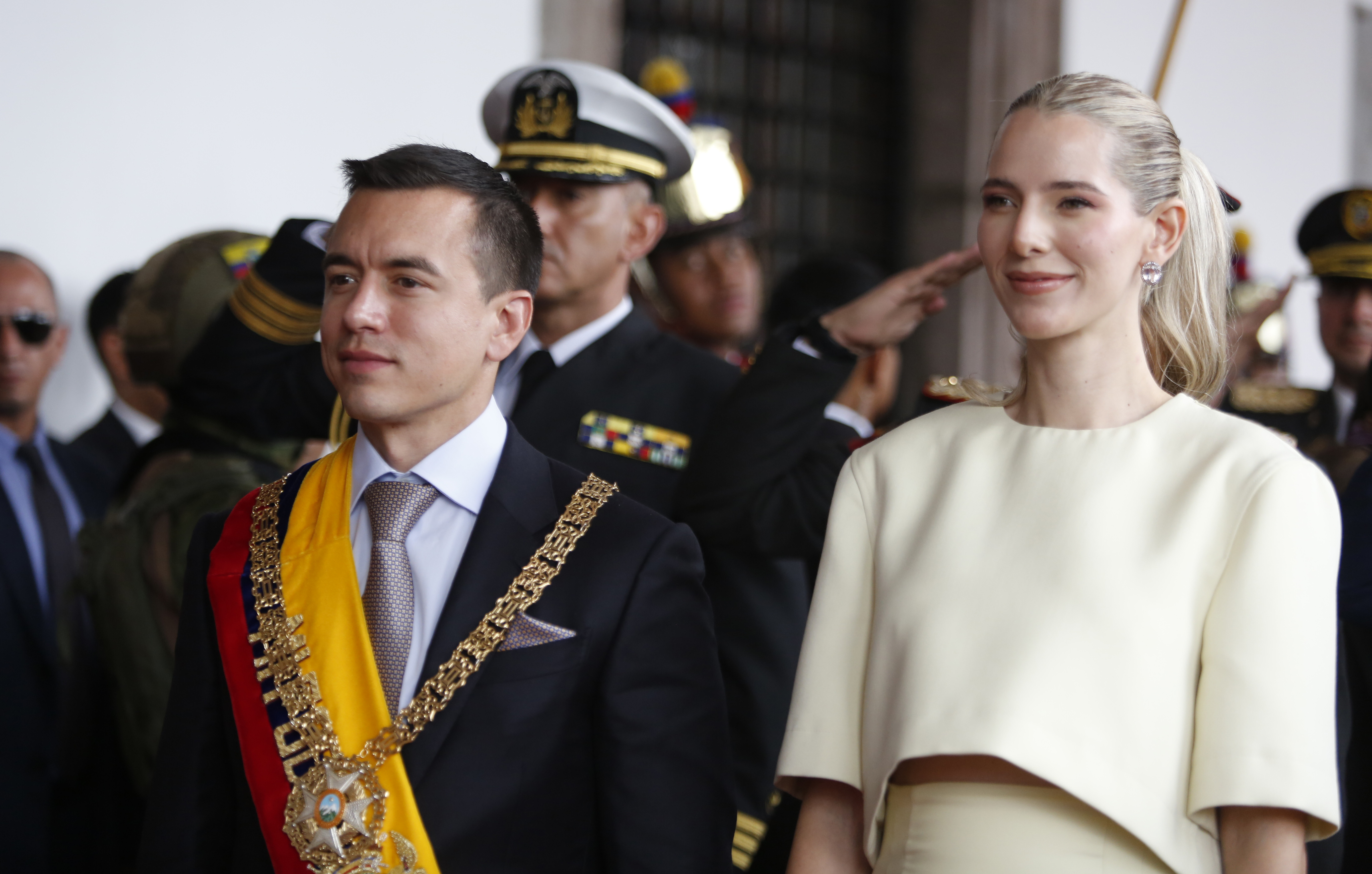
Noboa împreună cu soția sa, Lavinia Valbonesi, la învestirea sa din noiembrie 2023.

În 2018, s-a căsătorit cu Gabriela Goldbaum. Au avut o fiică și ulterior au divorțat. În iunie 2021, o plângere depusă de Noboa a fost acceptată de un tribunal spaniol pentru a investiga compania de asigurări Mapfre. Aceasta era legată de o presupusă încălcare a vieții private și divulgare de secrete, implicând date folosite de Goldbaum în timpul divorțului. În 2019, pe când era încă căsătorit cu Goldbaum, Noboa a cunoscut-o pe influencerița Lavinia Valbonesi și a angajat-o ca nutriționistă personală. S-au căsătorit în 2021 și au doi fii.